# Netta erythrophthalma
Il fistione australe (Netta erythrophthalma) è un'anatra.
Ne esistono due sottospecie, il fistione (australe) sudamericano N. e. erythrophthalma e il fistione (australe) africano N. e. brunnea.
Il fistione sudamericano ha un areale frammentato e si trova dalla Colombia, dal Venezuela, dal Brasile, dall'Ecuador, dal Perù, dalla Bolivia e dall'Argentina fino al Cile. Qui abita in una vasta varietà di acque dolci poco profonde con vegetazione sommersa, dalle pianure fino a 3700 metri.
Il fistione africano vive dal Capo agli altopiani etiopici nei corsi d'acqua con o senza vegetazione emergente. Si sospetta che in passato siano stati grandi migratori, ma la costruzione di numerosi bacini idroelettrici sembra che li abbia spinti ad una vita più stanziale. Raggiungono le concentrazioni più alte negli altopiani dell'Africa centrale e nella regione sud-occidentale con inverni piovosi.
Questo uccello è socievole e gregario. È stato avvistato in gruppi di fino a 5000 individui. La covata consiste dalle sei alle quindici uova.